# NGC 3099B
NGC 3099B (другие обозначения — MCG 6-22-58, PGC 29088) — галактика с активным ядром в созвездии Малого Льва. Морфологический тип галактики в источниках не определён. У галактики имеется близкий компаньон сравнимых размеров — дисковая галактика WINGS J100231.59+324251.3, находящаяся на расстоянии 9′′ к востоку, обращённая краем к наблюдателю, содержащая эмиссионные линии в спектре.

## Описание
Этот астрономический объект иногда ошибочно принимают за пару галактик: собственно NGC 3099 и NGC 3099B (которая, в свою очередь, сама является двойной галактикой). Уильям Гершель при открытии 7 декабря 1785 года не упоминал о наличии компаньонов у галактики и наблюдал только NGC 3099 (оставив её под сомнением, поскольку эта галактика довольно слабая для визуального наблюдения). Объект NGC 3099B открыл позднее (в 1937 году) Эрик Хольмберг, обозначивший галактику в своём каталоге двойных и кратных галактик номером 160b (под номером 160a проходила NGC 3099). NGC 3099 и NGC 3099B находятся в одной группе галактик.
Этот объект не входит в число перечисленных в оригинальной редакции «Нового общего каталога» и был добавлен позднее.
Визуальная звёздная величина NGC 3099B составляет 14,8m, фотографическая звёздная величина 15,8m, а поверхностная яркость — 12,0 m/☐′. Объект NGC 3099B имеет видимые размеры 0,3′ × 0,3′.
Радиальная скорость галактики NGC 3099B составляет 14 388 ± 32 км/с.
По состоянию на стандартную эпоху J2000.0 согласно Гарольду Корвину, западный компонент имеет прямое восхождение 10ч 02м 30,9с и склонение +32° 42′ 52″, а восточный компонент: 10ч 02м 31,6с и +32° 42′ 51,3″ соответственно.